# ارنولیت (بازیکن فوتبال، زاده ۱۹۸۸)
ارنولیت (انگلیسی: Erivelto؛ زادهٔ ۱ اکتبر ۱۹۸۸) بازیکن فوتبال اهل برزیل است.